# 糸川雅子
糸川 雅子（いとかわ まさこ、1978年4月12日 - ）は、北陸放送 (MRO) の元アナウンサーで、フリーアナウンサー。スポーツメディアトレーナー。

## 人物・略歴
- 広島県広島市出身。拓殖大学卒。2009年4月、筑波大学大学院に入学。2011年3月同大学院人間総合科学研究科スポーツ健康システム・マネジメント専攻修了。修士（体育学）。
- 拓殖大学卒業後は、千葉テレビ・千葉ロッテマリーンズインフォメーションのリポーターを務める。2005年北陸放送に入社し、2009年3月に退社。
- 2011年10月特定非営利活動法人日本スポーツメディアトレーナー協会を設立。スポーツメディアトレーナー(R)としての活動を本格化させる。
- 小学校から高校まで陸上競技選手で、広島県代表選手にもなった。400mハードル銅メダリストの為末大とは同級生で中学からの陸上仲間。
- 野球は広島東洋カープファン。
- 2010年4月から2013年10月までの間はJ-WAVEのニュースルーム契約アナウンサーであった。

### 過去の主な出演番組
- J-WAVE LIFE INFORMATION（J-WAVE）
- TV&smile 1分で分かる大学 ナレーション

### 北陸放送在籍時
- 映画都市シネマポリス（テレビ）
- MROニュースランナー（テレビ、月曜日「ランナースポーツ」担当）
- MROイブニングニュース（テレビ、月曜日「イブニングスポーツ」担当）
- ごちそうフライデー（テレビ、金曜日特集リポーター）
- 石川名物!GOGOは本多町3丁目（ラジオ、木曜日）
- 今日も“シャキ”っと（ラジオ、金曜日）

### 北陸放送入社以前
- マリーンズナイター内「千葉ロッテマリーンズインフォメーション」（千葉テレビ リポーター）
- 全国高校駅伝埼玉県予選（テレビ埼玉）
- つのだ☆ひろのLOVE☆ONEステーション（テレビ神奈川）
- 箱根駅伝（ラジオ日本 中継リポーター）

### メディア・トレーニング実績
- 中日ドラゴンズ（プロ野球）
- 川崎フロンターレ（Ｊリーグ）
- H.C. TOCHIGI 日光アイスバックス（アジアリーグアイスホッケー）
- 千葉ジェッツ（プロバスケットボール）
- 日本トップリーグ連携機構若手研修
- 女子７人制ラグビージュニア日本代表
- アーチェリージュニア日本代表
- 緒方亜香里選手（柔道・ロンドン五輪代表）
- 新田祐大選手（競輪・自転車・ロンドン五輪代表）
- 筑波大学　柔道部・ラグビー部など
- 早稲田大学　ウエイトリフティング部
- 専修大学　ラグビー部
- 駒澤大学　ボクシング部
- 立正大学　ラグビー部

など